# Helichrysum tomentosulum
Helichrysum tomentosulum là một loài thực vật có hoa trong họ Cúc. Loài này được (Klatt) Merxm. mô tả khoa học đầu tiên năm 1954.